# Helius nimbus
Helius nimbus är en tvåvingeart som beskrevs av Alexander 1941. Helius nimbus ingår i släktet Helius och familjen småharkrankar. Inga underarter finns listade i Catalogue of Life.